# Michal Plocek
Michal Plocek (* 17. April 1994; † 28. November 2016 in Prag) war ein tschechischer Ruderer.

## Karriere
Michal Plocek begann im Jahr 2005 im jungen Alter mit dem Rudersport. In der U19-Altersklasse konnte er sich in den Jahren 2011 und 2012 für die Jahrgangsweltmeisterschaften im Einer qualifizieren. Bei den Junioren-Weltmeisterschaften im Rudern 2012 gewann er dabei die Goldmedaille und durfte im Laufe der weiteren Saison auch seinen Verband bei den Europameisterschaften der offenen Altersklasse vertreten, wo er Platz 7 belegte.
Mit dem ebenfalls jungen Jan Andrle ruderte Plocek 2013 im Doppelzweier. Das Duo sammelte internationale Erfahrung beim Ruder-Weltcup, den Europameisterschaften und den Weltmeisterschaften, ohne dabei vordere Platzierungen zu erreichen. Bei den U23-Weltmeisterschaften gewannen sie allerdings die Silbermedaille hinter den Vertretern aus Litauen. Auch in der Folgesaison 2014 ruderten Andrle und Plocek zunächst zusammen, sie schnitten aber bei den Europameisterschaften und beim Weltcup nicht erfolgreich ab. Plocek wechselte für die U23-Weltmeisterschaften in den Einer und konnte dort die Goldmedaille gewinnen.
In der vorolympischen Saison stieg Plocek mit David Jirka in den Doppelzweier. Das Duo begann die Saison stark mit Podest- und Finalplatzierungen beim Weltcup und den Europameisterschaften. Bei weiteren Weltcup-Teilnahmen und den Weltmeisterschaften wurden sie dann aber ins B- und C-Finale durchgereicht und verpassten bei der WM die erste Möglichkeit zur Qualifikation für die Olympischen Spiele 2016. Im Folgejahr versuchte Plocek im Doppelzweier mit Matyáš Klang zu rudern. Bei den Europameisterschaften belegte das Duo Platz 9, danach verpassten sie die letzte Chance zur Olympiateilnahme um einen Platz bei der Qualifikationsregatta in Luzern. Plocek ruderte danach erneut im Einer bei den U23-Weltmeisterschaften und gewann eine Bronzemedaille.
Im Oktober 2016 wurde Plocek als Rising Star des Weltruderverbandes (FISA) ausgezeichnet. Er nahm zur gleichen Zeit auch an den Weltmeisterschaften im Küstenrudern der FISA teil und gewann mit der Mannschaft seines Heimatvereins Dukla Prag die Goldmedaille in der Wettbewerbsklasse Männer-Doppelvierer. Bei einer Körpergröße von 1,90 m betrug sein Wettkampfgewicht rund 80 kg.
Am Abend des 28. Novembers 2016 wurde Plocek tot auf dem Gelände seines Vereins gefunden. Es liegen keine Anzeichen für ein Fremdverschulden vor, jedoch werden die Todesumstände durch die Polizei untersucht.